# Hampton Hawes
Hampton Hawes (13. listopadu 1928 Los Angeles, Kalifornie – 22. května 1977 tamtéž) byl americký jazzový klavírista. Začínal v polovině čtyřicátých let a v letech 1950–1951 hrál s Howardem McGhee. Následovaly dva roky v armádě a následně založil své vlastní trio složené z kontrabasisty Red Mitchella a bubeníka Chucka Thompsona. Během své kariéry spolupracoval i s dalšími hudebníky, mezi které patří Charles Mingus, Sonny Rollins, Sonny Criss, Sonny Stitt nebo Art Farmer. Zemřel na krvácení do mozku ve svých osmačtyřiceti letech.